# NGC 7740
NGC 7740 ist eine linsenförmige Galaxie vom Hubble-Typ S0 im Sternbild Pegasus am Nordsternhimmel. Sie ist schätzungsweise 414 Millionen Lichtjahre von der Milchstraße entfernt.
Das Objekt wurde am 27. Oktober 1886 vom französischen Astronomen Guillaume Bigourdan entdeckt.